# مغامرة شباب (فلم)
مغامرة شباب فيلم من إخراج وتأليف عيسى كرامة عام 1970، أشترك في كتابة السيناريو والحوار حسين عبد النبي. الفيلم من بطولة رشدي أباظة ونيللي ومحمد عوض وسامية شكري وناهد يسري  وتبدأ الأحداث عندما تعلن المجلة الأسبوعية «أخبار الجريمة» عن مسابقة قصة، يتقدم مجموعة من الشباب بقصة جيدة، لكن مدير التحرير يرفضها، فيقرر الشباب الانتقام منه.
صدر الفيلم إلى دور العرض المصرية في 4 مايو 1970.
منح موقع قاعدة بيانات الأفلام العربية «السينما.كوم» الفيلم درجة 5.7/ 10.

## طاقم التمثيل
رشدي أباظة: في دور أحمد فريد (مدير تحرير مجلة «أخبار الجريمة»)
نيللي: في دور هدى (رئيسة فريق تأليف قصة «الوطواط الأحمر»)
محمد عوض: في دور فرج أحمد فرج (المصور الفوتوغرافي لمجلة «أخبار الجريمة»)
سامية شكري: في دور ثناء (خطيبة أحمد فريد)
ناهد يسري: في دور مديحة (خطيبة فرج)
بدر الدين جمجموم: في دور لطفي (من أعضاء فريق التأليف)
نبيل الهجرسي: في دور عادل
هالة الشواربي: في دور سهير هانم (أو عليه)
محمد شوقي: في دور المعلم عرفه عرفه (متعهد دفن الموتى)
سيد زيان: في دور ضابط الشرطة المزيف
عبد الغني النجدي: في دور البواب
محمد يوسف: في دور لص 1
الطوخي توفيق: في دور لص 2
أحمد شوقي: في دور وكيل النائب العام
إبراهيم كمال: في دور المخبر المزيف
السيد منير: في دور عميل للمصور
ممدوح زايد: في دور رجل بمحطة القطارات
مختار السيد: في دور منعم
حسن أنيس: في دور النقيب زكريا
حلمي عبد الوهاب: في دور الشرطي المزيف
علي المعاون: في دور الغفير
إبراهيم زاده: في دور والد هدى
عاطف مكرم: في دور الطفل شريف
سيد إبراهيم: في دور سوسو الوحش
حسين عرابى: في دور القاضي
رشوان مصطفى: في دور المحامي
سميحة محمد: في دور العروس
بالاشتراك مع: سمير سعد الدين - هاني شوقي.

## أحداث الفيلم
يعلن أحمد فريد (رشدي أباظه)، مدير تحرير مجلة أخبار الجريمة، عن مسابقة لكتابة القصة البوليسية وجائزتها الأولى ألف جنيه. يتقدم مجموعة من شباب النادي الإجتماعي بقصة «الوطواط الأحمر»، ولكب مدير التحرير يجدها تافه، ويوجه الإهانات لصناعها أثناء إعلان النتيجة في التليفزيون، فيصمم فريق التأليف على الإنتقام من أحمد، وتلقينه درسا قاسيا، خصوصا وأنهم كانوا يأملون في تحقيق أحلامهم من شراء سيارات والزواج والسفر للخارج وإقامة مشاريع بمبلغ الألف جنيه قيمة الجائزة، ويقرروا إدخال أحمد فريد في قصة حقيقية، حيث جمعوا كل المعلومات عنه وعن خطيبته ثناء (سامية شكري) وصديقه المصور الفوتوغرافي فرج (محمد عوض) وخطيبته مديحه (ناهد يسري)، وتولت زعيمة فريق التأليف هدى وهبي (نيللي) بطولة القصة. تتعمد هدى الإصطدام بأحمد فريد أثناء توصيله خطيبته ثناء لمحطة القطار، وتدعي أن القطار فاتها، وأنها لا تدري اين تبيت ليلتها، ويعرض عليها أحمد مساعدته، وتدعي أيضا أنها هاربة من زوج امها، وأنها تبحث عن عمل. يقوم فريق التأليف، أثناء ذلك، بسرقة سيارة أحمد الذي يضطر لركوب سيارة أجرة مع هدى. تطلب هدى من أحمد دواء مسكن، وأثناء ذلك تختفي بسيارة الأجرة. يعثر أحمد، في اليوم التالي، على سيارته، ويشاهد هدى في محطة القطارات تكرر نفس التمثيلية مع ضحية جديدة، فيقبض عليها لتسليمها للشرطة، ولكنها تدعي أنها هربت بالأمس لخوفها منه، ويعدها بالبحث لها عن عمل. يصطحبها أحمد للمبيت عند صديقه المصور فرج، ولكن هدى تسبب أزمة بين أحمد وفرج وخطيبتيهما، حيث ظنت كل خطيبة أن خطيبها على علاقة بهدى، وخصوصا عندما يجدوها ترتدي الجزء العلوي من «بيجامة» فرج. تختفي هدى مرة أخرى، ويعثر عليها أحمد مع ضحيتها الثالثة «لطفى» (بدر الدين جمجوم) الذي يصطحبها إلى بيته، ومن يتبعهم أحمد وفرج ليشاهدوا الضحية يحاول الإعتداء على هدى التي تدافع عن نفسها وتقتله، وينقذها أحمد وفرج ويصطحبوها بعيدا عن مكان الجريمة حيث نسيت أخذ حقيبتها دون قصد. يذهب أحمد وفرج، في اليوم التالي، لمكان الجريمة لاستطلاع الأخبار، فتقبض عليهما الشرطة المزيفة المكونة من فريق التأليف، وبعد التحقيق معهما يتم صرفهما. تقرر هدى والفريق تطوير التمثيلية، بعد اقتناع أحمد وفرج بوجود جثة القتيل، وتذهب هدى لمنزل فرج وتدعي أمام أحمد أنها تسللت لمكان الجريمة لإحضار حقيبتها، وتمكنت من سرقة جثة القتيل ووضعها في حقيبة كبيرة، وتذهب بها لمنزل فرج، بحيث يتسلل لطفي من الحقيبة، ويضع مكانه تمثال حجري، موجود بشقة فرج، ثم تحمل هدى الحقيبة مع فرج وأحمد ويلقونها في النيل. تأتى الشرطة المزيفة للقبض على الجميع، وهنا تكشف هدى عن حقيقة الخدعة. ويكتشف أحمد أن لطفي على قيد الحياة، فيدعي انه سيلقى بماء النار على وجهه، حتى لا تتعرف الشرطة على شخصيته، ويفزع لطفي ويعترف بكل شئ. يريد أحمد أن يلقن هدى والفريق درساً، فيخفي لطفي، ويضع بالحقيبة «مانيكان»، ويخفي التمثال، وعندما تعود هدى تجد أن التمثال قد إختفى، تعتقد أن لطفي خرج من الحقيبة ووضع التمثال مكانه، فتحمل الحقيبة بمساعدة أحمد وفرج، وتقذف بها في النيل، وتعود إلى بيت فرج. تحضر الشرطة المزيفة للقبض على الجميع، ولكن أحمد يعترف أنه المسئول وحده، وأن هدى بريئة، وهنا تكشف هدى الخدعة، وتبحث عن لطفي في البيت، فلا تجده، وعندما تعثر على التمثال، تظن أن لطفي لم يخرج من الحقيبة، وأنه مات غرقا، ويظن الفريق أيضا أنهم اشتركوا في جريمة، أدت لمصرع أحدهم، وهنا يظهر لطفي على قيد الحياة، ليكون درسا قاسيا للجميع.

## تعليقات
نشر موقع "عين المشاهير" في 15 يناير 2020 مقالة تحت عنوان "حكاية بات مان المصري الذي ظهر منذ نصف قرن في السينما المصرية" جاء فيها: "تستقطب أفلام الأبطال الخارقين في هوليود جمهور كبير علي مستوى العالم، ومن أبرز تلك الشخصيات بات مان أو الرجل الوطواط Batman الذي طالما أغري صناع هوليود في تقديم أكثر من سلسلة أفلام عنه، لعل أبرزها وأنجحها ما حصل مع النسخة الذي أخرجها كريستوفر نولان، ولكن ما لا يعمله كثيرون بشأن تلك الشخصية أن السينما المصرية قدمتها وسبقت هوليود حين ظهر بات مان قبل 50 عام. الحكاية تبدأ  خلال أحد الأفلام التي تم طرحها عام 1970 بالتحديد، وهو فيلم "مغامرة شباب"، ويتابع الموقع: "يظهر خلال الأحداث بات مان، ولكن باسم "الوطواط الأحمر" الذي يحاول كشف العدالة أمام القاضي بجلسة من جلسات المحاكمة"، ويتسائل الموقع:  ولكن من أين اقتبس صناع فيلم "مغامرة شباب" شخصية بات مان؟ وكانت الإجابة أن السينما الأمريكية أصدرت مسلسل تلفزيوني استمر لمدة عامين من 1966 إلى 1968 تحت عنوان "بات مان" وحقق نجاحاً كبيراً.

## روابط خارجية
- مغامرة شباب على موقع الدهليز
- مغامرة شباب على موقع قاعدة بيانات الأفلام العربية
- مغامرة شباب على موقع دهليز
- مغامرة شباب على موقع arab-films.net
- مغامرة شباب على موقع كاروهات